# حيد المداحي (يهر)

تعديل مصدري - تعديل

حيد المداحي هي إحدى قرى عزلة يهر بمديرية يهر التابعة لمحافظة لحج، بلغ تعداد سكانها 106 نسمة حسب تعداد اليمن لعام 2004.